# Eisenbahnunfall von Kanton
Der Eisenbahnunfall von Kanton ereignete sich am 3. Januar 1938 während des Zweiten Japanisch-Chinesischen Krieges in der Nähe von Kanton (heute: Guangzhou): Ein japanischer Bombenangriff beschädigte einen Tunnel auf der Eisenbahnstrecke von Kanton nach Wuchuan. Ein aus Kanton kommender Zug fuhr in einen Schutthaufen, der dabei im Tunnel entstanden war und entgleiste. 42 Menschen starben.